# Torrebelvicino
Torrebelvicino (Tore in veneto) è un comune italiano di 5 856 abitanti della provincia di Vicenza in Veneto.

## Geografia fisica
Il territorio di Torrebelvicino (20,81 km²) è situato nella parte più bassa e pianeggiante della Val Leogra, è attraversato dall'omonimo torrente e delimitato a nord-est dal Monte Enna (975 m), a sud-ovest dal Monte Cengio (840 m).

## Storia

### Toponimi
Il prefisso "Torre" rivela l'origine romana (turris) del paese: qui i Romani avrebbero costruito una torre di guardia e segnalazione, collegata alla vetta del monte Castello e ad altri punti posti in posizione panoramica lungo la valle.
Il toponimo "Pieve" è invece medievale (plebs) e riguarda la chiesa cui facevano riferimento tutti gli abitanti della Val Leogra e della pianura che la fronteggiava (il territorio del pagus di Ascledum); qui risiedevano e officiavano i preti, qui venivano amministrati i sacramenti ("... le antiche genti della Val Leogra, divenute cristiane, trovarono qui il battisterio, l'altare e le tombe", ricorda un'iscrizione posta nel pronao dell'antica chiesa di Pievebelvicino).
Secondo una recente interpretazione, il suffisso "-belvicino" si potrebbe far risalire alla lingua dei Reti e significherebbe "luogo sacro vicino a conca rigogliosa d'acqua".
L'ipotesi più attendibile sul significato del toponimo Belvicino (in regestum possessionis comunis Vincencie del 1262 indicato come Belvixinum) è bella-visione, riferito al dosso del monte con bella visione, dal latino vision, visino (visione, altezza) ove esisteva anticamente una torre-castello, toponomastica presente anche in altre località del Trentino.
Gli abitanti di Torrebelvicino si chiamano turritani.

### Epoca antica
In epoca antica questa parte della Val Leogra, tranne che nella Pieve - dove furono trovate monete, resti di edifici, una statuetta di Priapo, una coppa in bronzo ed altri oggetti - non conobbe ancora insediamenti civili stabili (Torre appare nominata per la prima volta in un documento del 983).

### Medioevo
Verso il X secolo Torrebelvicino (Sicinum o vicinum) era sede di una curtis, probabilmente di origine longobarda, che occupava la sponda sinistra del Leogra e saliva fino al Pasubio, ai confini con il Ducato di Trento; comprendeva anche la zona di Schio, che a quel tempo non aveva l'importanza odierna.
Nel 910, per far fronte alle incursioni degli Ungari, l'imperatore Berengario I donò al vescovo di Vicenza Vitale tre curtes dell'Alto Vicentino, tra le quali quella di Torrebelvicino (Maladum); il vescovo fortificò il territorio facendo costruire tutta una serie di castelli a difesa dei villaggi e delle campagne; tra questi il castello di Belvicino, costruito sulla collina che si eleva a forma di cono, lambita dal torrente Leogra, che anche nei secoli precedenti era stata utilizzata a scopi militari e per insediamenti civili protetti; ai piedi della collina sorgeva la chiesa collegata da un cunicolo sotterraneo con gli avamposti del castello. La donazione fu confermata con il privilegio dell'anno 1000, con il quale l'imperatore Ottone III esentava i castelli vescovili, tra cui quello di Sicinum, dalla prestazione della tassa del fodro dovuta agli ufficiali dell'impero; un'ulteriore conferma si ebbe nel 1026 da un atto dell'imperatore Corrado II il Salico.
Durante l'Alto Medioevo sul territorio si insediarono i benedettini, che lavorarono per bonificare i terreni paludosi e renderli coltivabili, e ai quali nel 983, con il privilegio del vescovo vicentino Rodolfo, vennero riconosciuti vari possedimenti. A San Martino di Torrebelvicino i benedettini avevano un priorato, che fu soppresso con il decreto napoleonico del 1810.
Durante l'XI e il XII secolo forte fu la contrapposizione tra i vescovi di Vicenza e i conti Maltraversi, che da essi avevano ricevuto i feudi di Malo, Schio e Santorso sulla destra del Leogra, ma che tentavano di usurparli. Vittime di questi contrasti furono il vescovo di Vicenza Giovanni de Surdis Cacciafronte, ucciso da un sicario, e il vescovo Pistore, che nel 1202 sotto le mura del castello di Belvicino, occupato dal conte Uguccione Maltraversi, mentre tentava di riconquistarlo fu colpito a morte dalle frecce degli occupanti. Dopo questi fatti i Maltraversi furono privati dei feudi.
Durante il Basso Medioevo, il castello e tutta la Val Leogra seguirono le sorti della maggior parte del territorio: dapprima soggetti al libero comune di Vicenza, poi alla signoria di Ezzelino III da Romano, poi ancora alla "custodia" di Padova (1266-1311), nel XIV secolo soggetti alla signoria degli Scaligeri (1311-1387) e dei Visconti (1387-1404) per passare infine, insieme con la città di Vicenza, sotto la Repubblica di Venezia.
Anche nella vallata si svilupparono delle comunità rurali, emancipandosi gradualmente dal regime feudale. Il 20 settembre 1311 (anno del passaggio sotto la signoria scaligera) homines plebis Belvisini et de Torre si incontrarono col nobile Marcabruno Da Vivaro, che rivendicava nella Val Leogra possedimenti di origine feudale, ed ottennero il pieno riconoscimento dei loro diritti su un determinato territorio. Nonostante questo accordo, le controversie tra le comunità e gli antichi signori continuarono ancora per lunghi anni; altre vertenze opposero i turritani ai confinanti comuni di Schio e soprattutto di Rovegliana; a quest'ultima comunità, Cangrande Della Scala permise, per opportunità politica, di espandersi sul versante valleogrino del Monte Civillina: il confine, oltrepassata la linea spartiacque, scese fin poco sopra la contrada Manfron. Nonostante lunghe vertenze giudiziarie, che si protrassero per molti anni, il comune di Torre non riuscirà più a correggere questo artificioso andamento del suo confine con i comuni della Valle dell'Agno.
A Torre, alla fine del 1220, esisteva già una chiesa - che sarebbe stata ricostruita due secoli più avanti e consacrata nel 1505 - dipendente dalla chiesa madre di Pieve. A poco a poco, le cappelle dei villaggi si resero autonome da quest'ultima che, dell'autorità e dei privilegi di un tempo, conservò solo alcune simboliche prerogative. Un documento dell'Archivio Vaticano attesta che, tra il 1207 e il 1303, la sede arcipretale venne trasferita da Santa Maria di Pieve a San Pietro di Schio, il più importante centro della zona che, dopo il 1100, aveva conosciuto un cospicuo incremento della popolazione. Questo trasferimento, che avvenne gradualmente non senza resistenza da parte dei titolari degli antichi privilegi, potrebbe essere stato anche conseguenza di una disastrosa inondazione che nel 1200 devastò il territorio di Pieve, costringendo la popolazione a cercare più sicura dimora a Schio.
Durante il Basso Medioevo cambiò anche la composizione etnica della popolazione: nell'alta val Leogra e su tutte le zone montane e collinari circostanti giunsero coloni di etnia e lingua tedesca, i Cimbri, chiamati dai signori per disboscare i pendii meno ripidi che potevano essere sfruttati per il pascolo e l'agricoltura o per lavorare come minatori nelle attività estrattive. Questa popolazione, che verso il XIV e il XV secolo finì per assorbire quasi totalmente l'elemento latino nelle zone di insediamento, mantenne per diverso tempo lingua e tradizioni, favoriti anche dalla presenza di sacerdoti di lingua tedesca ("de Alemania") per la cura pastorale e il servizio religioso. Nel 1497 la chiesa di Enna diventò parrocchia, ottenendo così l'autonomia religiosa da Torre e la possibilità di avere preti che officiassero in lingua tedesca.
In questo periodo aumentò di molto l'attività economica; oltre all'agricoltura e alla pastorizia nacquero e si moltiplicarono le attività artigianali, che sfruttarono ai fini produttivi la forza dell'acqua che scendeva abbondante lungo la valle. Verso la metà del Duecento fu scavata, tra Schio e Pievebelvicino, la Roggia Maestra, una derivazione del torrente Leogra, canalizzando l'acqua che fu impiegata come forza motrice da numerosi mulini, magli, fucine.
Anche l'antica via di transito della Val Leogra, che collegava il territorio vicentino con quello trentino, costituiva un importante fattore di sviluppo e, oltre a favorire i movimenti migratori provenienti dal mondo germanico e permettere gli scambi commerciali con la pianura veneta, si animava di pellegrini in viaggio verso Padova e quindi Venezia, porto di imbarco per le crociate verso la Terra santa.
Verso la metà del Trecento, durante la dominazione scaligera, il territorio di Torrebelvicino fu sottoposto, sotto l'aspetto amministrativo, al Vicariato civile di Schio e tale rimase sino alla fine del XVIII secolo.

### Epoca moderna
La dominazione veneziana segnò per la comunità di Torre l'inizio di un periodo di pace, interrotto per alcuni anni, agli inizi del Cinquecento, dalla guerra della Lega di Cambrai, che vide molti stati europei coalizzati contro Venezia: i castelli di Pieve e di Schio caddero nel 1509 in mano agli imperiali di Massimiliano I d'Austria. La Serenissima Repubblica, una volta ritornata in possesso delle sue fortificazioni, per evitare che di esse potessero nuovamente servirsi potenze nemiche, decise di smantellarle, affidando al condottiero Bartolomeo d'Alviano il compito di abbattere nel 1514 il castello di Pieve ed altri esistenti nella zona; il comune di Torre acquistò per 36 ducati la collina sul quale sorgeva.
Ad un risveglio economico e all'incremento della popolazione si accompagnò una certa vivacità culturale ed artistica. Nel 1478 a Torre era già attiva una stamperia, gestita dal parroco Prè Leonardo Longo; nello stesso periodo, la chiesa di Pieve si arricchiva di affreschi e statue di autori insigni: la Madonna è tradizionalmente attribuita alla scuola di Luca Della Robbia, mentre il Cristo in Pietà è certamente opera di Giorgio Lascaris. Due vescovi di Veglia furono originari di questa terra: Donato da Torre e Natale Righi.
Nell'insieme, però, lo sviluppo economico fu contenuto e la popolazione rimase sostanzialmente povera, costantemente impegnata a soddisfare le elementari esigenze primarie, a difendersi da quelle calamità che scandivano la vita del tempo: la scarsità di cibo, fornito da un'avara agricoltura di sussistenza, che dipendeva strettamente dall'andamento climatico; le malattie endemiche, conseguenza della malnutrizione; le periodiche pestilenze. La povertà era aggravata da un fisco sempre più pesante e vorace, col quale lo Stato cercava di far fronte all'aumento pauroso del debito pubblico.
Nel 1775 Torre contava 1 080 abitanti, mentre Pieve con 235 era ridotta a poco più di una contrada; Enna ne contava 493 e costituiva una comunità unita e combattiva, nella quale era sempre viva l'aspirazione all'autonomia, ora anche dal comune di Torre.

### Epoca contemporanea
Caduta nel 1797 la Repubblica di Venezia e dopo il breve periodo del Regno d'Italia (1805-1814) napoleonico, il Veneto fu incluso nel Regno lombardo-veneto; l'archivio comunale di Torre conserva le carte del catasto istituito nel 1844 ai fini dell'imposizione fiscale. La vita dei valligiani comunque non migliorò di molto: assieme alle ricorrenti carestie, nella prima metà del secolo non furono infrequenti i casi di morte per inedia, mentre non diedero tregua malattie come il colera e la pellagra, di fronte alle quali le strutture sanitarie del tempo erano impotenti.
La situazione generale cominciò a cambiare dopo il 1866, anno in cui la Val Leogra, insieme con tutto il Veneto, venne annessa al Regno d'Italia: in questo momento maturarono le condizioni politiche ed economiche favorevoli all'industrializzazione della valle. Negli anni settanta a Pieve e a Torre sorsero gli stabilimenti tessili Rossi; si trattò di una vera rivoluzione in ogni aspetto della vita di tutta la Val Leogra, che sconvolgeva abitudini, tradizioni, modelli di vita, equilibri di potere consolidatisi nei secoli precedenti.
Il turritano Domenico Marchioro fu sindacalista, eletto deputato nel 1919 nelle file del Partito socialista, si iscrisse poi al Partito Comunista, di cui fu esponente di primo piano a livello nazionale.
Rispetto al periodo precedente le condizioni di vita complessivamente comunque migliorarono, in quanto ora tutti disponevano del minimo indispensabile; molti furono tuttavia quelli che, nel decenni a cavallo tra l'Otto e il Novecento, inseguirono in terre lontane la speranza di una vita più umana e libera, aprendo il lungo e avventuroso ciclo dell'emigrazione.
Durante la prima guerra mondiale i paesi della vallata furono a ridosso del fronte; nei tre anni e mezzo di guerra conobbero fame, epidemie di tifo e di spagnola, subirono bombardamenti, molti furono costretti ad abbandonare le loro case.

## Monumenti e luoghi d'interesse

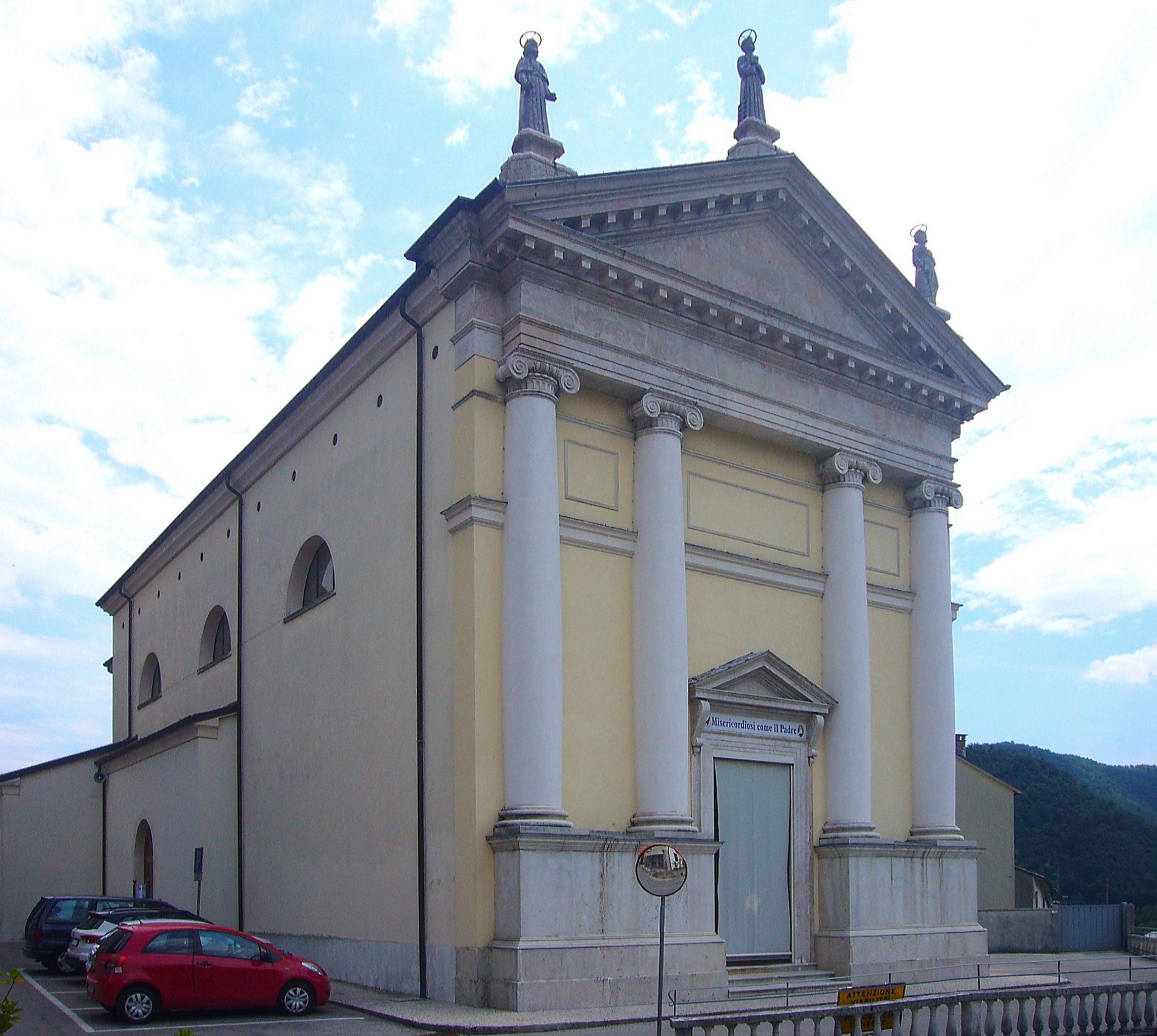
La chiesa di San Lorenzo Martire

### Architetture religiose
- Antica chiesa matrice della Val Leogra (Santa Maria)
- Chiesa parrocchiale di San Lorenzo Martire in Torrebelvicino[12]
- Chiesa parrocchiale di Santa Maria in Pievebelvicino
- Chiesa parrocchiale di San Giovanni Battista in Enna di Torrebelvicino
- Chiesetta campestre di San Francesco d'Assisi in Collareda di Torrebelvicino
- Chiesetta di San Rocco in Val Mercanti di Torrebelvicino
- Pietà devozionale (capitelli, croci, edicole, affreschi, sacelli, ecc.) su tutto il territorio comunale

### Monumenti
- Monumento in ricordo dei Caduti per la Patria (Piazza Cavalieri di Vittorio Veneto)
- Monumento in ricordo dei Caduti per la Patria (Piazza Arnaldo Fusinato)
- Monumento alla memoria storica del lavoro nella Val Leogra (Piazza Aldo Moro)
- Monumento all'AVIS (nel 60°) (Piazza Aldo Moro)

## Società

### Evoluzione demografica
Abitanti censiti

## Geografia antropica

### Frazioni

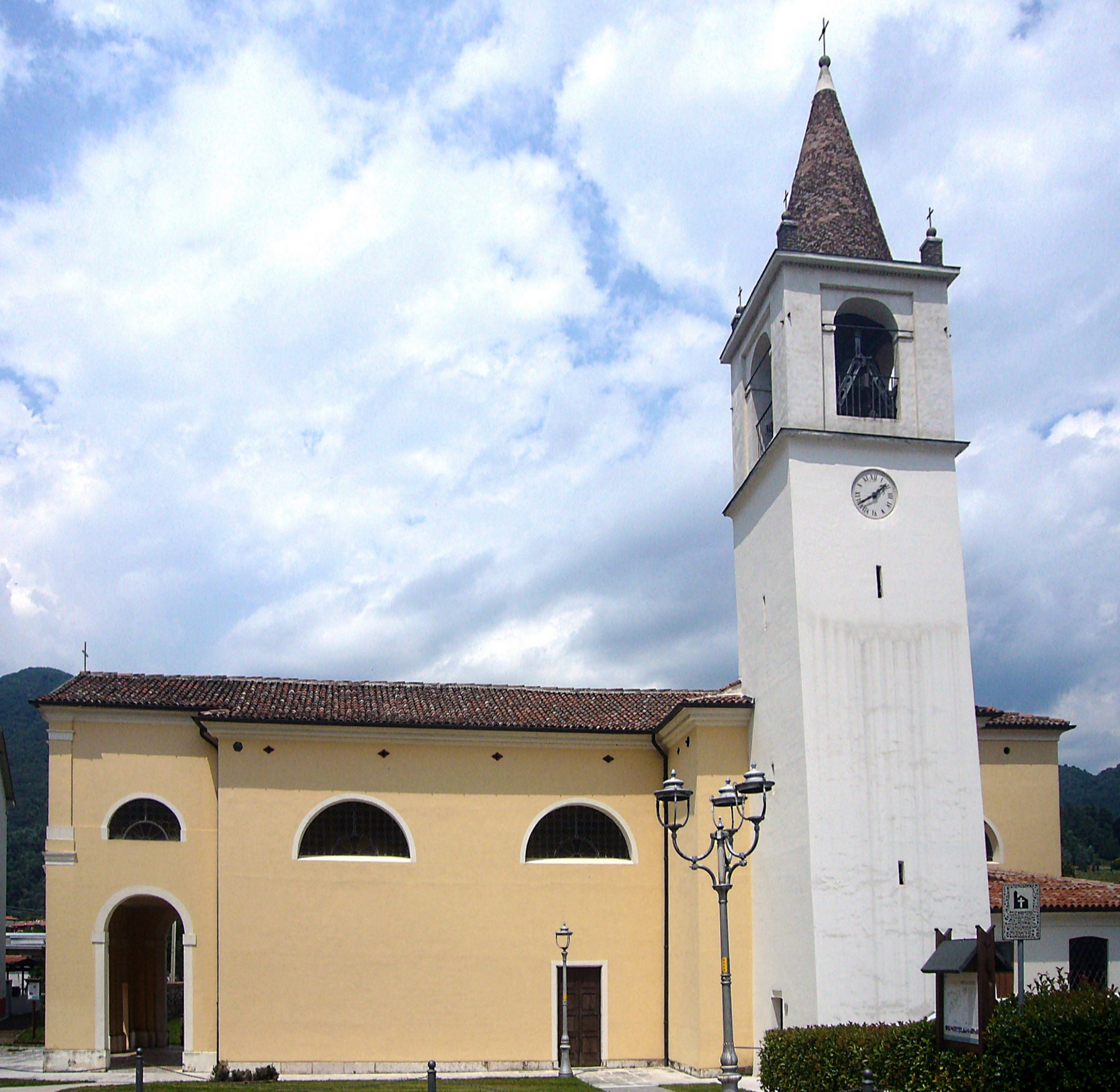
La pieve di Santa Maria a Pievebelvicino

#### Enna
L'abitato si formò, durante il Basso Medioevo, nei pressi della cappella eretta per la devozione degli immigrati di origine germanica giunti nella valle nel XIII secolo. Enna dipese dalla pieve di Torrebelvicino fino al 22 novembre del 1497, quando con una bolla di papa Alessandro VI la chiesa di San Giovanni Battista di Enna fu separata dalla matrice di San Lorenzo di Torrebelvicino, acquisendo piena autonomia.

#### Pievebelvicino
L'abitato si costituì, nel corso dell'Alto Medioevo, intorno al castello (ora distrutto) e all'antica Pieve.

### Contrade e altre località
Asse, Ballini, Barbinotti, Casetta, Cavion, Colombari Torre, Colombari Enna, Collareda, Cortivo, Fonte Margherita, Manfron, Manfron di Sopra, Manfron di Sotto, Masetto, Maso Enna, Maso Pieve, Maule, Mondonovo, Montenaro, Laghetto, Lago, Pianura di sotto, Pianura di sopra, Pinerolo, Ponte Capre, Pra' Cabrolo, Puglia, Ressalto, Righellati, Riolo, Sagno, Scapini, Stoffele, Tenaglia, Trentini.

## Infrastrutture e trasporti
La ex strada statale 46 del Pasubio (SS 46), ora strada provinciale 46 del Pasubio (SP 46) inizia a Vicenza, passa per Schio, attraversa l'abitato di Pievebelvicino per salire a Valli del Pasubio e al Pian delle Fugazze, dove entra in Trentino.
La Torrebelvicino-Schio era una breve ferrovia di raccordo a scartamento ridotto che collegava gli opifici di tessitura Rossi di Torrebelvicino con la stazione ferroviaria di Schio. La tratta faceva parte della più lunga relazione Torrebelvicino-Schio-Rocchette-Arsiero che univa le zone sede dei vari importanti opifici tessili del tempo.

## Amministrazione
| Periodo | Periodo   | Primo cittadino        | Partito         | Carica  | Note   |
| ------- | --------- | ---------------------- | --------------- | ------- | ------ |
| 1985    | 1995      | Artenio Gatto          | DC              | Sindaco | [ 14 ] |
| 1995    | 2004      | Pietro Maria Collareda | Centro-sinistra | Sindaco | [ 15 ] |
| 2004    | 2014      | Giorgio Calli          | Centro-sinistra | Sindaco | [ 16 ] |
| 2014    | in carica | Emanuele Boscoscuro    | Centro-destra   | Sindaco |        |